# Un marito di troppo (film 2008)
Un marito di troppo (The Accidental Husband) è un film del 2008 diretto da Griffin Dunne.
Screwball comedy di genere romantico, la pellicola ha come protagonisti Uma Thurman, Colin Firth, Jeffrey Dean Morgan, Sam Shepard e Isabella Rossellini.

## Trama
Patrick Sullivan è un pompiere di New York che sta per sposarsi. La futura sposa, Sofia, assidua ascoltatrice del popolare programma radiofonico Real Love viene esortata dalla stessa conduttrice, l'esperta di affari di cuore Emma Lloyd, a ripensare ad una scelta forse avventata. Sofia così lascia Patrick che poi attribuisce il mancato coronamento della storia con la sua ragazza allo sconsiderato intervento dell'esperta di cuore radiofonica.
Volendo allora vendicarsi, con l'ausilio dell'amico indiano suo vicino, giovane hacker, scopre che la Lloyd è anche lei in procinto di sposarsi e allora modifica il suo status negli archivi informatici di New York, dove "magicamente" risulterà che è già sposata... con lui!
Emma e l'amato fidanzato Richard, nonché suo editore, recatisi in comune per le consuete pratiche burocratiche apprendono dell'inatteso ostacolo. Allora la donna ritiene che, raggiunto lo sconosciuto marito, potrà risolvere il tutto in poco tempo. Così non è. Lui, per vendetta, la fa ubriacare e non le firma le carte necessarie all'annullamento. Prosegue il suo sottile gioco spacciandosi per il suo fidanzato nella pasticceria nella quale Emma deve scegliere la torta nuziale. Qui però si rende particolarmente simpatico con le altre avventrici, tanto da colpire positivamente la signora Bollenbecker.
Alla presentazione del suo libro, Richard ha bisogno di ingraziarsi proprio il grande editore tedesco Bollenbecker, e in un gioco di scambi di persona sarà lui stesso a consentire che, a fin di bene, sia il simpatico Patrick ad impersonarlo sia lì che nella decisiva cena seguente.
Il gioco si fa pesante, non tanto per le implicazioni lavorative, quanto perché tra Emma e Patrick scocca inaspettatamente una scintilla che, per altro, tutti immediatamente riconoscono, Richard compreso.
Quando Emma scopre che Patrick l'aveva avvicinata con la sola intenzione di rovinarle la vita per vendetta, lei, ignorando che lui ha da tempo superato quella fase, lo lascia e si rigetta decisa tra le braccia di Richard. Il giorno del matrimonio però, è proprio il suo promesso sposo, generoso ed intelligente, a farsi da parte, e a permettere così che la persona che ama possa sentirsi libera di unirsi all'uomo che realmente desidera e con ciò Emma si riconcilia con Patrick.

## Produzione
Il film è stato girato principalmente a New York, soprattutto nel Queens e a Manhattan.

## Distribuzione
Il film è uscito nel Regno Unito il 29 febbraio 2008. Negli Stati Uniti era stato programmato per uscire nelle sale il 27 marzo 2009, ma a causa del fallimento della sua casa distributrice, Yari Film Group, è stato accantonato per diverso tempo e poi distribuito direttamente in DVD il 10 novembre 2009. In Italia la pellicola è stata distribuita dalla Eagle Pictures il 19 novembre 2010.

## Accoglienza

### Incassi
All'uscita nelle sale britanniche la pellicola ha incassato 4.994.133 di sterline. A livello mondiale ha incassato 21.479.705 dollari.